# Franz Seraphim Archer
Franz Seraphim Archer (* 1813 in Maribor (Steiermark); † 4. November 1879 in Wien) war ein österreichischer Jurist und Politiker.

## Leben
Archer studierte von 1826 bis 1832 Philosophie und Rechtswissenschaft an der Universität Graz und wurde 1833 ebenda promoviert. Er war anschließend als Stiftsanwalt und Kriminalrichter sowie Bezirkskommissär und Ziviljustizrichter des Stiftes Rein tätig. Nach 1850 war er Besitzer der Herrschaft Sonnegg. Von 1850 bis 1855 war er Rechtsanwalt in Graz und Besitzer einer Auskunftei. Nach einem längeren Aufenthalt in Mittelamerika war er ab 1866 als Rechtsanwalt in Wien tätig.
Er saß vom 14. Oktober 1848 (für Franz Xaver von Hlubek) bis zum 14. April 1849 in der Frankfurter Nationalversammlung und gehörte der Fraktion Westendhall an. Er sprach sich gegen die Wahl des preußischen Königs zum Oberhaupt des Reiches aus.